# Daniel Cloutier
Pour les articles homonymes, voir Cloutier.
Daniel Cloutier, connu sous le pseudonyme de Charles Roger, né le 22 janvier 1862 à Paris et mort le 10 décembre 1902 dans la même ville, est un journaliste, escrimeur et homme politique nationaliste français.

## Biographie
Journaliste et membre de l'administration L'Intransigeant (dans lequel il écrit sous le pseudonyme de Charles Roger), il collabore également à La Patrie et au Le Gaulois, est un champion d'escrime et publie un ouvrage sur le sujet ainsi que des articles dans différents journaux spécialisés.
Élu député républicain nationaliste de la Seine en mai 1902, il meurt en décembre. Antidreyfusard, il était membre du comité directeur de la Ligue des patriotes et du Comité national antijuif.
Il est inhumé au cimetière du Père-Lachaise (43e division).

## Galerie

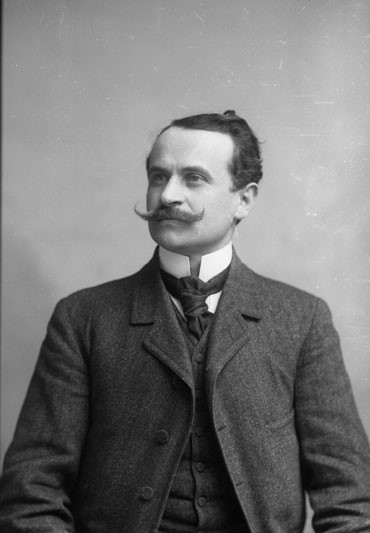
Daniel Cloutier en 1902 photographié par Pierre Petit.
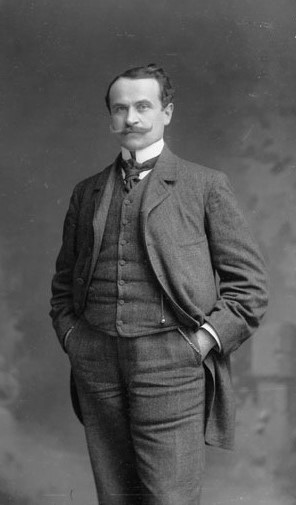
Daniel Cloutier en 1902 photographié par Pierre Petit.
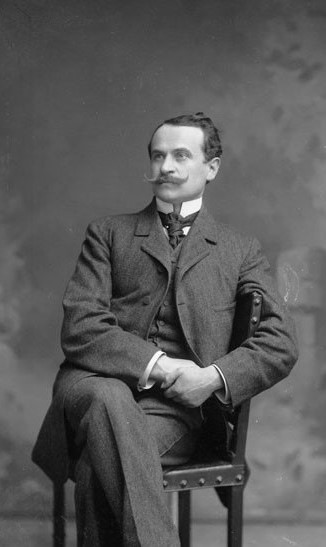
Daniel Cloutier en 1902 photographié par Pierre Petit.

## Publication
- Deux Écoles d'armes. L'escrime et le duel en Italie et en France. Étude mise au concours par la Société d'encouragement de l'escrime, éditions H. Charles-Lavauzelle, Paris (4ème édition de 1896 avec une préface d'Aurélien Scholl)

## Sources
- « Daniel Cloutier », dans le Dictionnaire des parlementaires français (1889-1940), sous la direction de Jean Jolly, PUF, 1960 [détail de l’édition]